# Robert Trump
Robert Stewart Trump (26. srpna 1948 Queens – 15. srpna 2020 New York) byl americký podnikatel a manažer. Robert byl mladší bratr 45. amerického prezidenta Donalda Trumpa.

## Život

### Kariéra
Robert Trump byl manažer firmy Trump Management Inc. Byl také investorem ve společnosti SHiRT LLC a jedním ze dvou majitelů společnosti CertiPathx se sídlem ve Virginii, která v roce 2019 získala vládní zakázku ve výši 33 milionů amerických dolarů.

### Osobní život
Robert Trump se narodil Fredu Trumpovi a Mary Anne MacLeodové Trumpové.
Trump měl čtyři sourozence – Maryanne, Freda, Jr., Elizabeth a Donalda. Žil v Millbrooku v New Yorku. Roku 1980 se oženil s Blaine Trumpovou, se kterou se seznámil v aukčním domě Christie's. O rozvod požádali v roce 2007. Trumpova druhá manželka byla Ann Marie Pallanová, se kterou se oženil v březnu 2020. Mnoho let byla jeho sekretářkou.
Trump byl zdrženlivý a stranil se zájmu veřejnosti. Někteří přátelé a sousedé uvedli, že jeho osobnost byla výrazně odlišná od osobnosti jeho staršího bratra Donalda Trumpa. Byl také považován za velkorysého, ale skromného filantropa.

### Úmrtí
Dne 14. srpna 2020 Bílý dům oznámil, že byl hospitalizován v nemocnici NewYork–Presbyterian Hospital na newyorském Manhattanu a že jej navštíví jeho bratr Donald. Robert Trump zemřel následující den, 15. srpna večer. Mary L. Trumpová v rozhovoru pro Greenpeace několik dní před jeho smrtí uvedla, že Robert Trump byl nemocný a byl hospitalizován „několikrát během posledních třech měsíců“. V prohlášení prezidenta Trumpa stojí: „Nebyl to jen můj bratr, byl to můj nejlepší přítel.“